# Roger David Kornberg
Roger David Kornberg (Saint Louis, EUA 1947) és un bioquímic i professor universitari nord-americà guardonat amb el Premi Nobel de Química l'any 2006.

## Biografia
Va néixer el 24 d'abril de 1947 a la ciutat de Saint Louis, població situada a l'estat nord-americà de Missouri. És fill del bioquímic Arthur Kornberg, Premi Nobel de Medicina o Fisiologia de 1959. Va estudiar bioquímica a la Universitat Harvard, on es llicencià el 1967, i amplià els seus estudis a la Universitat Stanford, on es doctorà el 1972. Posteriorment realitzà una recerca postdoctoral a la Universitat de Cambridge d'Anglaterra. L'any 1976 inicià la docència a Harvard esdevenint professor ajudant de química biològica, per esdevenir el 1978 professor d'aquesta matèria a la Universitat Stanford, càrrec que ocupa avui dia.

## Recerca científica
Interessat en la biologia estructural i els mecanismes de la transcripció genètica, Kornberg i el seu grup d'investigadors ha realitzat diversos descobriments fonamentals referents als mecanismes i a la regulació de la transcripció en cèl·lules eucariotes. Durant la dècada del 1970 descobrí el nucleosoma com el complex bàsic de la proteïna que empaqueta l'ADN en el nucli de cèl·lules ucariotes. Dins el nucleosoma Kornberg va trobar que al voltant de 200 parells de dades d'ADN estan embolicades al voltant d'un oligomer de proteïnes de la histona.
L'any 2006 fou guardonat amb el Premi Nobel de Química pels seus estudis sobre la base molecular de transcripció genètica.